# Свети Николай (Извоареле)
„Свети Николай“ (на румънски: „Sfântul Nicolae“) е храм на Румънската православна църква в село Извоареле (Гаурич), окръг Телеорман, част от Александрийската и Телеорманска епископия.

## Местоположение
Църквата е гробищен храм, разположен в западния край на селото.

## История
Построена е около 1834 година от Черня Попович. Църквата има дължина 19,5 m, ширина 6 m, височина 4 m. Изградена е от тухли, с притвор, наос и олтар. Има две кули и е покрита с олово. Камбанарията е построена през 1934 година и се намира северозападно от църквата. Изградена е от тухла и бетон. Приземният етаж на камбанарията е открит, служещ за вход.
В 80-те или 90-те години на XIX век в храма работят видните дебърски майстори Нестор Траянов, Данаил Несторов, Овентий Исачев и Йосиф Михайлов.